# 48416 Carmelita
48416 Carmelita è un asteroide della fascia principale. Scoperto nel 1988, presenta un'orbita caratterizzata da un semiasse maggiore pari a 2,9366822 UA e da un'eccentricità di 0,2436397, inclinata di 16,67062° rispetto all'eclittica.